# Лет мртве птице
Лет мртве птице је југословенски  и словеначки филм из 1973. године. Режирао га је Живојин Павловић.

## Радња
Тројица браће покушавају покушавају преживети у тврдом, негостољубивом, меланхоличном Словенском Прекомурју. Најстарији побегне трбухом за хлебом, средњи преживљава негирањем традиционалног начина живота, а најмлађи , као ветеринар, школован у граду, не може се прилагодити животу на селу.Хоће ли њихов отац , дочекати време, кад ће поштовање традиције и тог начина живота залечити ране осиромашеног света.

## Улоге
| Глумац          | Улога |
| --------------- | ----- |
| Арнолд Товорник |       |
| Полде Бибич     |       |
| Тоне Гогала     |       |
| Јозица Авбељ    |       |
| Мајда Грбац     |       |
| Руди Космач     |       |
| Иванка Мезан    |       |
| Марко Симчић    |       |
| Петер Терновшек |       |
| Јанез Врховец   |       |
| Јоже Зупан      |       |
| Фрањо Вичар     |       |
| Александер Влај |       |
| Франц Уршич     |       |
| Марина Урбанц   |       |
| Аља Ткачев      |       |
| Јанез Шкоф      |       |
| Јоже Самец      |       |
| Јанез Рохачек   |       |
| Франци Прус     |       |
| Божо Подкрајшек |       |
| Волођа Пеер     |       |
| Иван Јежерник   |       |
| Јанез Хочевар   |       |
| Макс Фуријан    |       |

## Филмска екипа
- Бранко Шомен - сценарио
- Милорад Јакшић Фанђо - фотографија
- Аљоша Матанович - сценографија
- Ирена Фелицијан - костим
- Олга Скригин - монтажер
- Херман Кокове - тон
- Петер Зобец - помоћник редитеља
- Зоран Лесић - асистент режије
- Леа Хочевар
- Александер Влај - музика
- Јанез Веровшек
- Јуре Бришник
- Хилда Јуречич
- Алија Демировић
- Жељко Тадић
- Јуре Берник
- Даница Кирбос
- Тоне Седлар
- Јоже Тртник
- Марија Милутиновић - асистент монтажера
- Љубан Веселиновић
- Родољуб Ђоковић
- Јана Кавчич
- Александар Радуловић - директор филма
- Живојин Павловић - режија